# Fojna
Fojna (biał. Фойна; ros. Фойно) – wieś na Białorusi, w obwodzie mohylewskim, w rejonie mohylewskim, w sielsowiecie Mastok, przy drodze magistralnej M8.